# Kommunförbundet Västernorrland
Kommunförbundet Västernorrland är ett kommunförbund för de sju kommunerna i Västernorrlands län.
Förbundet har en historia som sträcker sig tillbaka till 1959, då som medlem i Landsbygdens byggnadsförening. 
Det övergripande uppdraget är att stödja kommunernas utvecklingsarbete genom forskning, utbildning och omvärldsbevakning och ge ett kommunalt perspektiv på regional utveckling. Förbundskontoret finns i Härnösand med ett 20-tal fast anställda och ett antal projektanställda. 